# Atdhe Nuhiu
Atdhe Nuhiu, född 29 juli 1989 i Pristina, SFR Jugoslavien, är en österrikisk-kosovansk fotbollsspelare (anfallare) som spelar för APOEL.